# Верска процесија у Курској губернији
Верска процесија у Курској губернији (позната и као Ускршња процесија у Курском округу или Верска процесија у Курској губернији) (рус. Крестниј ход в Курској губернии) јесте слика руског сликара реалиста и вајара Иље Рјепин (1844–1930). Завршена је између 1880. и 1883. године. Дело приказује народ који присуствује годишњем крстоносном ходу (врста литије ) на којем се износила позната икона Богородице Курске из Манастира Коренаја до оближњег града Курск, у западној Русији.
Поворку кроз прашњави пејзаж воде православни свештеници који држе иконе, фестоне и транспаренте изнад глава. Иза њих следи гомила махом сељака, као и народ састављен од просјака преко инвалида, полицајаца и војних службеника до личности из провинцијске елите. Верска процесија је довела до контроверзи када је први пут била изложена због тога што је икону држао човек који изгледа пијано.
Слика је наставак Рјепинових друштвених коментара и критика у његовим делима и наглашава уочене злоупотребе и цркве и државе. О делу је писао: „Примењујем све своје безначајне снаге да покушам да дам праву инкарнацију својим идејама; живот око мене веома ме узнемирава и не даје ми мира – моли да буде ухваћен на платну..."

## Опис
На десној страни слике, крупни сељаци носе платформу која садржи икону унутар сложене неокласичне кутије; могу се уочити само одсјаји светлости који се одбијају од златне корице иконе. Редови сељака који се држе за руке задржавају гомилу, први са леве стране покушава да заустави осакаћеног дечака да својим штапом пробије кордон. Поред њих јашу сељаци или свештеници и службеници и полицајци у униформама, неки од њих узвраћају насиљем гомили својим уздама.
Иза иконе су свештеници и боље одевени људи, носећи иконе испред својих груди, а „ дендификован и сморен свештеник“.
Представљен је и комичан ефекат кроз жену средњих година у жутој хаљини и капом која иза себе носи икону, која према одежди веома подсећа на свештеника. Празан ковчег за иконе, вероватно онај од иконе коју иза себе носи богата жена, носи се са једнаким поштовањем као и сама икона.
Делује да је обронак са десне стране недавно очишћен од дрвећа, са свежим пањевима.
Даље позади је приказана друга платформа, на којој је нешто што изгледа као кружна икона и претходе јој две велике заставе, а иза ње се кроз облак прашине назире велики литијски крст.
Поворка је репрезентативан пример Рјепиновог стил из тог периода, по томе што испрва изгледа као сцена из свакодневног живота у Русији. Заправо, наглашено приказује људе из различитих друштвених слојева који су уједињени и колективно се крећу ка свом одредишту.

## Порекло и критике
Слика је била веома популарна, али и контроверзна. Часопис који је објавио повољну кризику водећег критичара Владимира Стасова објавио је у следећем броју уводник који се оградио од његових ставова, као и другу критику. Стасов је значајно акцентовао насиље јахача према гомили.
Осим Лава Толстоја, који је хвалио слику и сматрао је неутралном у приказу друштвеног система, сви су се сложили да је она непријатељска према успостављеном друштвеном поретку. Други критичар је са неодобравањем приметио „непожељне који су се гомилали око слике на изложби, приметивши превагу ослобођених жена са кратким фризурама, нихилистичких младића и снажног јеврејског елемента; главни ликови царске ксенофобије“.
Писац Ричард Бретел сажео је слику као „неку врсту суме руског друштва, чији се различити припадници нелагодно, али немирно крећу заједно прашњавом стазом кроз голи пејзаж ка будућности коју не може да види ни сликар.
Критичар Кристијан Бринтон видео је мешавину „дебелих свештеника у златним хаљинама, глупих сељака, бедних богаља, окрутних званичника и надуваних сеоских достојанственика“.
Рјепин је мање симпатичан према привилегованим члановима поворке, које приказује као безбрижне и равнодушне према њиховим сапутницима који се боре. Обесправљене чланове руског друштва представљају, између осталих, стари и млади сељаци са леве стране (кметство у Русији је укинуто 1861).
Слику је купио водећи руски колекционар Павел Третјаков за рекордних 10.000 рубаља, али је Третјаков желео да Рјепин замени слушкиње које су носиле празну кутију са иконама „прелепом младом девојком, која одише духовним заносом“. Рјепин је одбио. Третјаковљева велика збирка отворена је као музеј још за његовог живота, а сада је значајно увећана, државна Третјаковска галерија у Москви.